# Sidney Holland

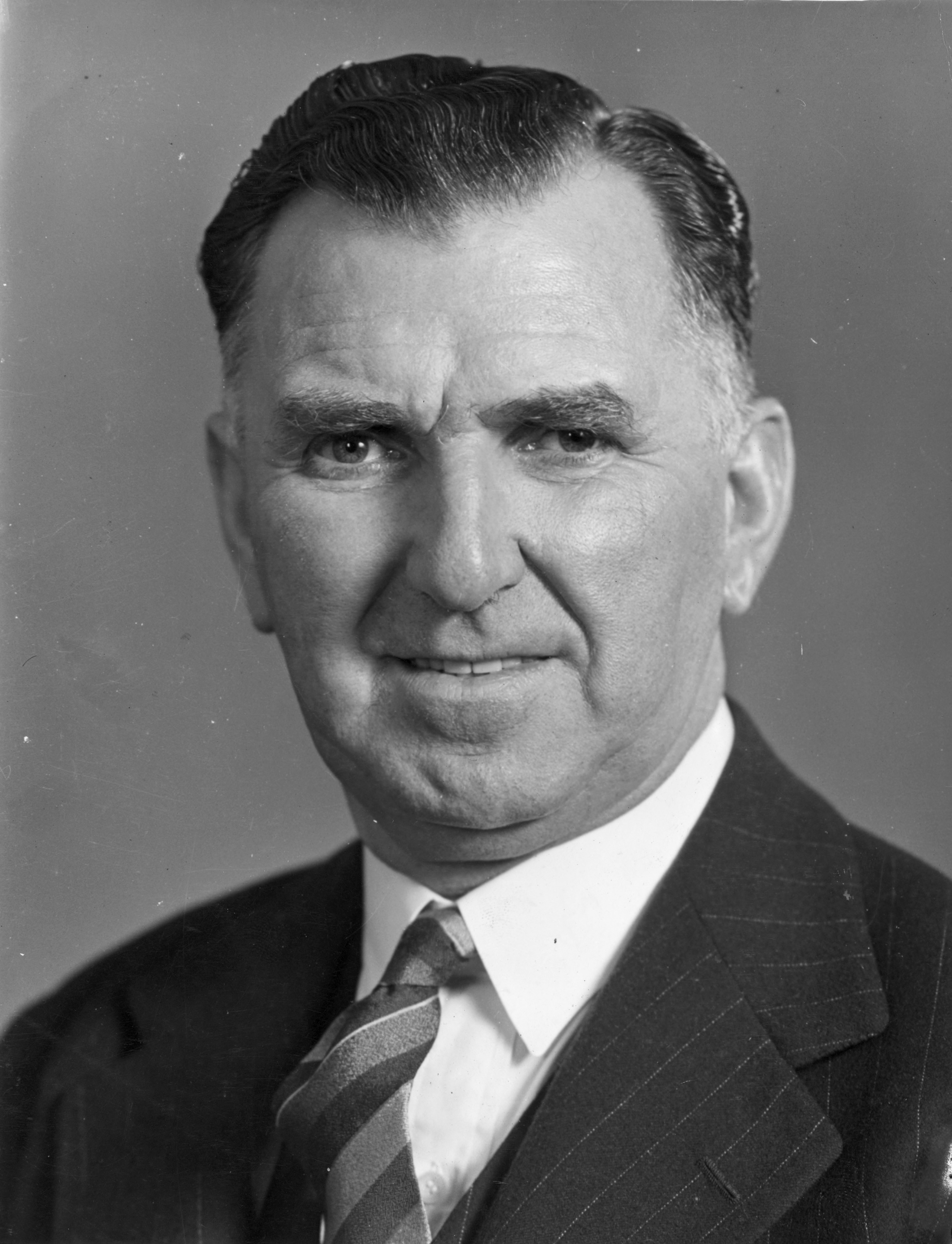
Sidney Holland

Sidney George Holland (Greendale, 18 de octubre de 1893 - 5 de agosto de 1961) fue un político y empresario neozelandés que ocupó el cargo de Primer ministro de Nueva Zelanda desde el 13 de diciembre de 1949 al 20 de septiembre de 1957.
Entró en política en 1935, ocupando un puesto en el Parlamento y cinco años después se convirtió en el líder del opositor Partido Nacional. Durante la Segunda Guerra Mundial formó parte del gobierno de concentración del laborista Peter Fraser. Tras perder dos elecciones consecutivas finalmente logró derrotar a Fraser en 1949, convirtiédose en Primer ministro.
Durante su primer mandato eliminó la cámara alta del Parlamento. En 1951 convocó elecciones anticipadas aprovechando una dura huelga, volviendo a ganar. En política exterior apoyó la política de Estados Unidos en el Pacífico, aunque siguió manteniendo estrechos vínculos con el Reino Unido. Dejó el puesto por problemas de salud, siendo sustituido por Keith Holyoake.